# Voli della morte
I voli della morte (spagnolo: vuelos de la muerte) furono una pratica di sterminio attuata durante la Guerra sporca in Argentina nell'ambito del cosiddetto Processo di riorganizzazione nazionale (1976-1983), ma anche in Cile sotto la dittatura militare guidata dal generale Augusto Pinochet (1973-1990). Mediante i vuelos de la muerte, migliaia di dissidenti politici, o ritenuti tali, furono gettati in mare vivi e sotto l'effetto di droghe da appositi aerei o elicotteri militari.

## I primi ritrovamenti
Nel 1977, durante il regime militare, furono trovati vari corpi nelle insenature atlantiche di Santa Teresita e Mar del Tuyú, circa 200 km al sud della Città di Buenos Aires. I medici forensi che esaminarono i corpi dichiararono che la causa del decesso era riconducibile a una collisione dovuta a caduta da una grande altezza; tali cadaveri furono comunque seppelliti frettolosamente come N.N. nel cimitero di General Lavalle.

## La testimonianza
Nel 1995, l'ex repressore dell'ESMA Adolfo Scilingo raccontò in modo particolareggiato al giornalista Horacio Verbitsky la metodologia di sterminio alla quale gli stessi carnefici si riferivano con il termine vuelos (voli); la testimonianza fu in seguito pubblicata in un libro, con il titolo "El Vuelo" (Il volo). Scilingo, nella sua testimonianza, racconta della procedura, dell'utilizzo di iniezioni anestetiche, del tipo di aerei utilizzati (Lockheed L-188 Electra, Short SC.7 Skyvan 3M-400), l'ampia partecipazione degli ufficiali, l'utilizzo dell'aeroporto militare Jorge Newbury (Città di Buenos Aires). In un'intervista di Martín Castellano a Adolfo Scilingo (4 ottobre 1997), quest'ultimo afferma:
Sebbene vi siano pochi dati in proposito, la sparizione dei cadaveri dei desaparecidos tramite il lancio da aerei sembra essere stato un metodo molto diffuso, in aggiunta a quello delle tombe clandestine. I Centri Clandestini di Detenzione (CCD) collegati a questa pratica erano soprattutto la ESMA, l'Olimpo, la Perla, il Campito. In particolare, quest'ultimo centro clandestino fu allestito in prossimità dell'aerodromo appunto per facilitare il trasporto dei detenuti agli aerei. L'Aeronautica uruguaiana ha ammesso nel 2005 di aver effettuato voli della morte in collaborazione con le Forze Armate argentine (Operazione Condor). Scilingo ha anche dichiarato al cospetto del giudice spagnolo Baltasar Garzón che si sono anche raccolti prigionieri dalla base della marina militare a Punta Indio (Provincia di Buenos Aires). Il CCD conosciuto come Quinta de Funes a Rosario si trovava a 400 m dall'aeroporto e vi sono testimonianze che alcuni di quei detenuti sono stati gettati in mare nella zona della Bahía de Samborombón (Provincia di Buenos Aires).

## La procedura
I detenuti che venivano trasladados ("trasferiti", termine usato dagli aguzzini per indicarne l'eliminazione definitiva), di norma erano raggruppati nel sottosuolo di un Centro di Detenzione Clandestino. Qui gli ufficiali comunicavano loro che sarebbero stati trasferiti ad un centro di detenzione situato nel Sud del paese, e che quindi sarebbero stati sottoposti ad una vaccinazione per evitare il diffondersi delle malattie durante il volo. In realtà, quest'ultima consisteva in un'iniezione di tiopental sodico, che aveva lo scopo di addormentare le vittime (ma non di ucciderle).
A questo punto i detenuti, vivi ma incoscienti, venivano spogliati, caricati su camion, trasportati al più vicino aeroporto militare e imbarcati sugli aerei. La maggior parte dei detenuti veniva lanciata ancora in stato di incoscienza, ma vi sono alcuni casi in cui qualche vittima si sia risvegliata e sia stata buttata a mare in stato cosciente. Come venne testimoniato da Scilingo nella citata intervista, tutti gli ufficiali, a turno, prendevano parte all'operazione, che durava all'incirca un'ora e mezza.

## Recenti identificazioni

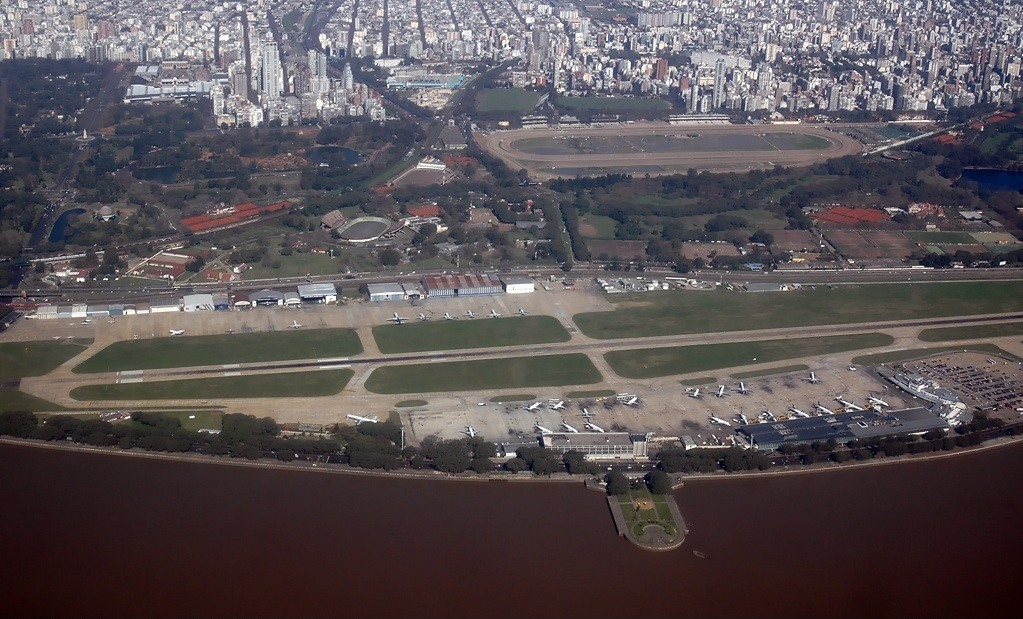
L'aeroporto militare Jorge Newbury, usato per i voli della morte

Nel novembre del 2004, il Gruppo Argentino di Antropologia Forense (Equipo Argentino de Antropología Forense, EAAF) ha scoperto che i resti di una persona seppellita come N.N. nel cimitero di General Lavalle (Provincia di Buenos Aires) corrispondeva a un desaparecido. Si è quindi passato all'esame dei registri del cimitero scoprendo che quella persona e altre cinque erano state trovate sulle spiagge tra il 20 e il 29 dicembre 1977, e si cominciò a sospettare che si trattasse di vittime dello stesso vuelo de la muerte. Pochi giorni dopo i corpi furono esumati e nel lasso di qualche mese si stabilì che si trattava dei resti delle madri di Plaza de Mayo Esther Ballestrino, María Eugenia Ponce, Azucena Villaflor, della suora francese Léonie Duquet e della militante Angela Auad. Ana María Careaga, figlia di una delle vittime, dichiara:
Il Gruppo Argentino di Antropologia Forense ha anche osservato che i corpi presentavano:

## Procedimenti giudiziari
Il comandante dell'aviazione argentina Julio Alberto Poch venne arrestato in Spagna nel settembre 2009 durante uno scalo, per effetto di un mandato di cattura internazionale, con l'accusa di avere pilotato diversi voli della morte. Venne estradato in Argentina nello stesso anno e subì un lungo iter processuale, che si concluse con l'assoluzione nel 2017 all'interno nel maxi-processo sui crimini dell'ESMA.
Il primo procedimento giudiziario argentino che ha sancito la pratica dei voli della morte è stato il maxi-processo sui crimini dell'ESMA, che si è concluso nel 2017 con la condanna all'ergastolo di 29 imputati e altre condanne minori, dichiarati colpevoli in particolare di centinaia di sparizioni forzate e centinaia di episodi di tortura, di cui molte con esito mortale.